# Glasreich

Straßenschild, Tourismus-Hinweis auf das Glasreich

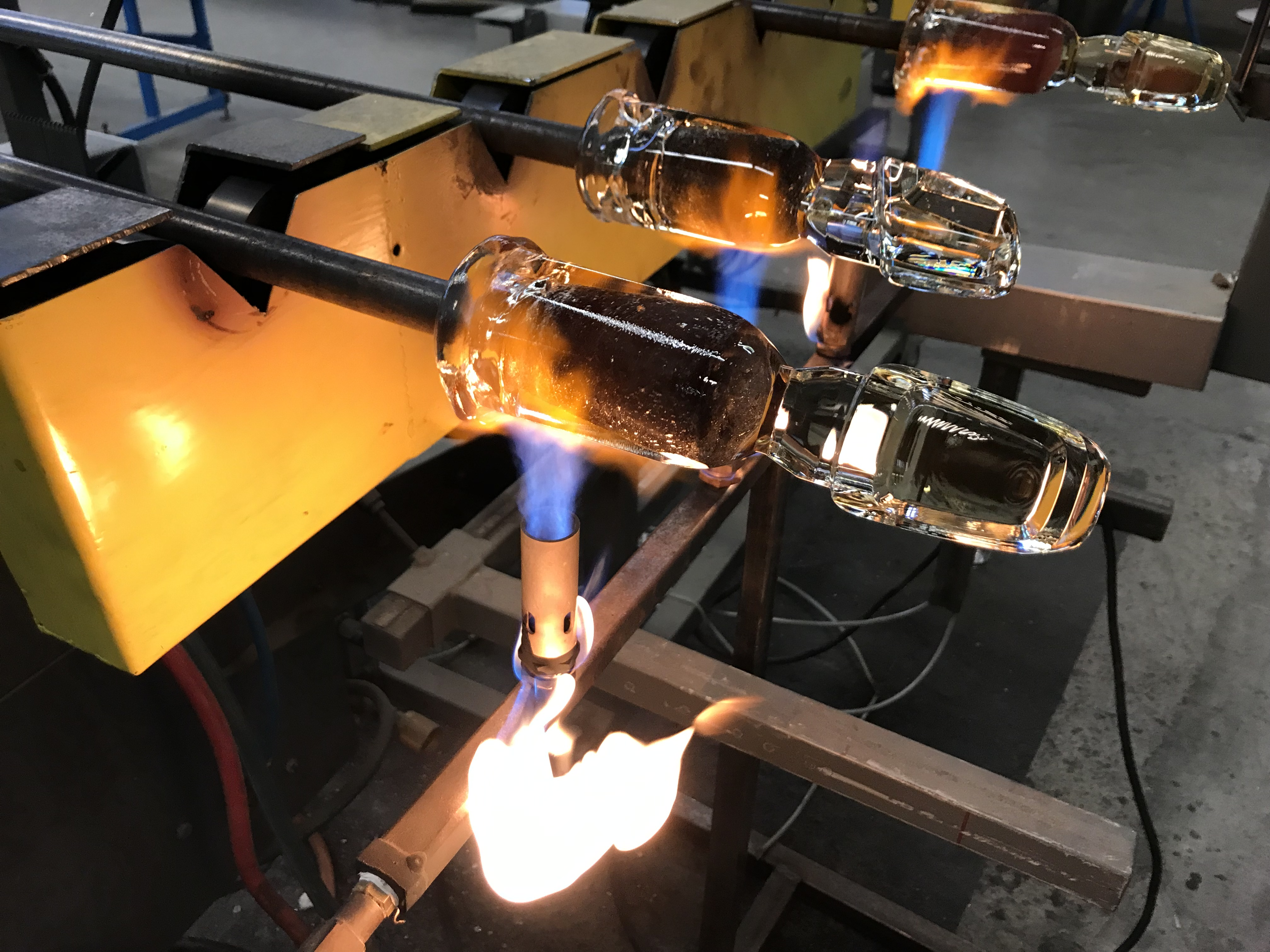

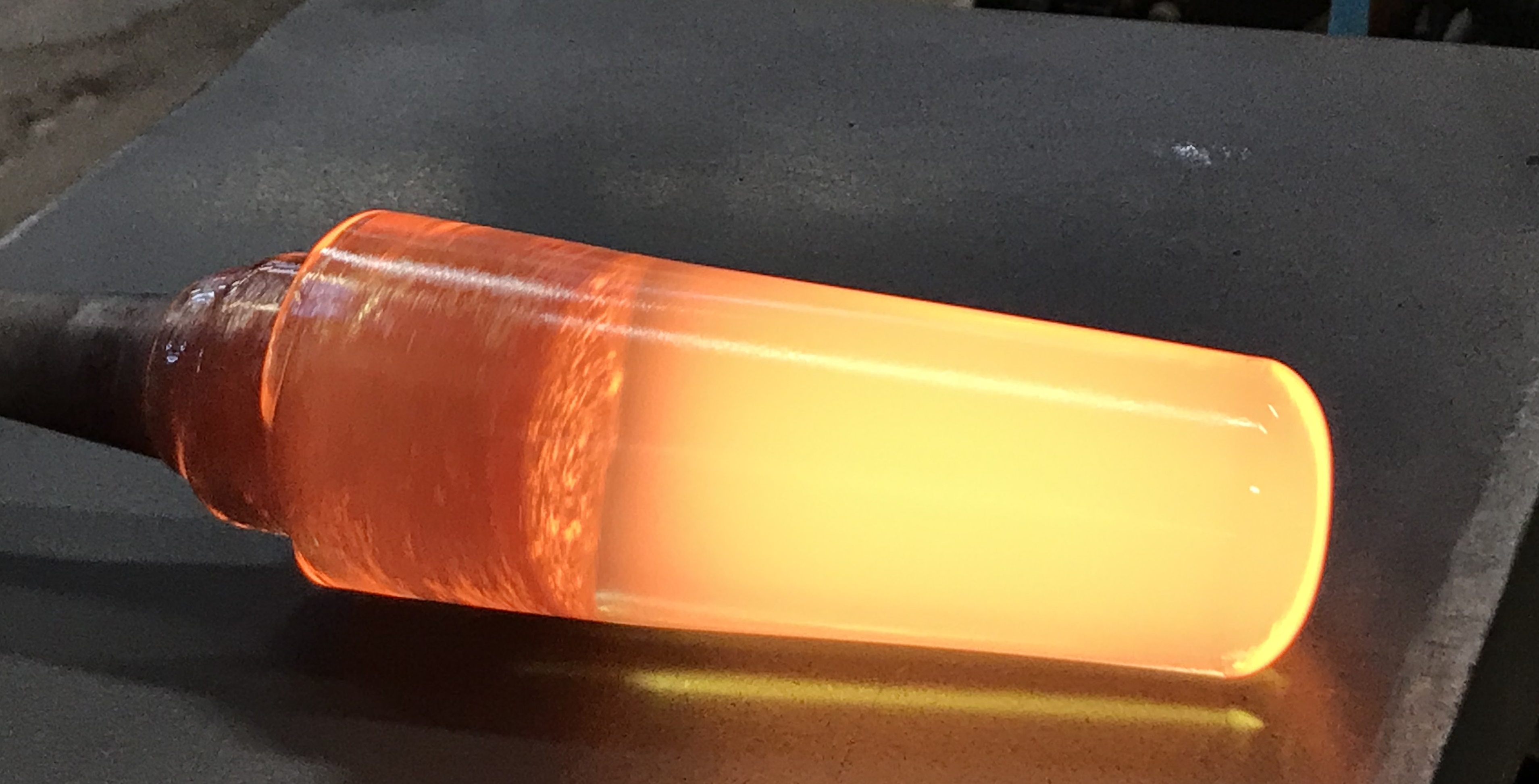

Das so genannte Glasreich (schwedisch glasriket) im Südosten Schwedens in der historischen Provinz Småland ist ein Zentrum der Glaskunst. Als Hauptstadt gilt die Stadt Växjö im Westen des Glasreiches mit ihrem Glasmuseum. Charakteristisch für das Glasreich sind aber auch kleine, von einer lokalen Glashütte dominierte Orte wie Kosta, Orrefors, Nybro oder Lessebo sowie seine wildreichen Nadelwälder und unzähligen fischreichen Seen.

## Übersicht
Die erste Glashütte in Småland entstand um das Jahr 1628, als Karl Karlsson Gyllenhielm (Halbbruder Königs Gustav II. Adolf) den Glasbläser Paul Gaukunkel aus Deutschland oder den Niederlanden holte, um die Rohstoffe Smålands zu nutzen, die ideal für die Glasproduktion waren (unter anderem Quarzsand und Brennholz). Im Laufe der Zeit entstanden mehr als 100 Glasbläsereien, von denen heute noch 14 existieren und besichtigt werden können. Weiterhin gibt es eine Zahl kleinerer Studioglashütten, betrieben von einem oder mehreren Künstlern.
Bis heute wird Glas aus dem Glasreich mit dem typischen schwedischen Design in Verbindung gebracht. Neben Gebrauchsglas (Trinkgläser, Vasen etc.) werden in vielen Glashütten auch Kunstgegenstände gefertigt.
Die bekanntesten Glashütten (heute zu einem Konzern gehörig) sind Kosta-Boda und Orrefors. Kosta-Boda, gegründet im Jahr 1742, ist die älteste heute aktive Hütte. Orrefors (gegründet im Jahr 1898) ist für seine innovativen neuen Glastechniken, zum Beispiel Graal bekannt.
In Orrefors befindet sich die Riksglasskolan, die international renommierte Schule zur Ausbildung von Glasbläsern, Glaskünstlern und Unternehmern in dieser Branche. Überwiegend skandinavische Schüler studieren an der Schule, die Ausbildung steht aber weltweit offen.

## Tourismus
Das Glasreich ist ein beliebtes Ausflugsziel. Seit dem Jahr 2000 betreut eine eigene Tourismusgesellschaft von elf Glashütten die umfangreichen Angebote. In fast jeder Glashütte im Glasreich ist es möglich, den Glasbläsern bei der Arbeit zuzusehen. Neben dem Werksverkauf bieten viele Hütten im Sommer auch ein typisches Essen unter dem Namen „Hyttsill“ (schwedisch sill = Hering) an. Dieses wird in der Regel nach Feierabend gemeinsam in einer großen Gesellschaft zu sich genommen. Beim Hyttsill wird das Essen in den Hüttenöfen zubereitet, welche noch warm von der Arbeit sind.

### Glashütten
Stand 2011:
- Bergdala (Nach Konkurs wieder eröffnet im März 2013 unter neuer Regie)[1]
- Boda
- Johansfors
- Kosta
- Johans Konstglas
- Mats Jonasson
- Nybro
- Orrefors
- Pukeberg
- Rosdala
- Sea
- Skruf
- Transjö Hytta
- Åfors